# Aéroport de Huai'an Lianshui
L'aéroport de Huai'an Lianshui (code IATA : HIA • code OACI : ZSSH) est un aéroport desservant la ville de Huai'an dans la province de la province de Jiangsu, en Chine. Il est situé à 22 km au nord-est du centre-ville, dans la ville de Chenshi. La construction de l'aéroport a débuté en octobre 2008, et les premiers vols ont démarré en septembre 2010.
En 2011, l'aéroport accueillait 230 000 passagers annuels.

## Compagnies aériennes et destinations
| Compagnies                | Destinations |
| ------------------------- | --- |
| Air China                 | Chongqing-Jiangbei |
| China Eastern Airlines    | Pékin-Capitale, Dalian-Zhoushuizi, Fuzhou-Chánglè, Canton-Baiyun, Haikou, Hong Kong, Nankin, Shanghai-Hongqiao, Taïwan-Taoyuan, Xiamen-Gaoqi |
| JC International Airlines | Siem Reap-Angkor |
| Jetstar Pacific           | Đà Nẵng |
| Lucky Air                 | Kunming-Changshui, Tianjin Binhai |
| New Gen Airways           | Charter : Bangkok-Don Muang |
| Okay Airways              | Sanya-Phénix, Tianjin Binhai |
| Spring Airlines           | Harbin Taiping, Osaka-Kansai, Shenzhen-Bao'an                                                                                                |
| Vietjet Air               | Hanoï-Nội Bài |

Édité le 03/02/2018